# FC Haka
L'FC Haka è una società calcistica finlandese con sede nella città di Valkeakoski. Per il numero di trofei vinti, è considerato uno dei club più importanti del suo paese. Nella stagione 2024 partecipa alla Veikkausliiga, la massima serie del campionato finlandese di calcio.

## Storia

Un frangente della sfida tra la e l'allora Valkeakosken Haka, nei quarti di finale della Coppa delle Coppe 1983-1984: rimane questo il massimo traguardo internazionale raggiunto dal club finlandese.

La società fu fondata nel 1934 con il nome di Valkeakosken Haka. Disputò la prima partita nello stesso anno contro il TaPan perdendo per 5-0, ma un paio di giorni alla sua seconda partita vinse per 5-0 sul FoPS. Nel 1945 partecipò per la prima volta alla Mestaruussarja, la prima divisione del Campionato finlandese di calcio, terminando al sesto posto nel girone B e retrocedendo in Suomensarja. Nel 1955 vinse la prima edizione della Suomen Cup, la coppa nazionale finlandese, battendo in finale l'HPS per 5-1. Storicamente, il club vanta legami di carattere economico con le industrie cartarie della sua zona.
Gli anni 1960 furono tra i migliori della storia del club, perché nel 1960 l'Haka vinse il suo primo campionato e la Suomen Cup, diventando la prima squadra di calcio finlandese a vincere sia coppa che campionato. In particolare, nel 1960 vinse il campionato conquistando 41 punti sui 44 disponibili, segnando 78 reti e subendone 23, distanziando la seconda classificata, il TPS, di 13 punti. Grazie alla vittoria del campionato, guadagnò l'accesso alla Coppa dei Campioni per la prima volta nell'edizione 1961-1962, venendo eliminato dallo Standard Liegi agli ottavi di finale. Vinse nuovamente il campionato nel 1962 e nel 1965. Dopo 24 stagioni consecutive in Mestaruussarja, nel 1972 retrocesse in I Divisioona, ma il club fece immediatamente ritorno in massima serie. Nel 1977 l'Haka tornò a vincere nella stessa stagione campionato e coppa. Nell'edizione 1983-1984 della Coppa delle Coppe, il Valkeakosken Haka ottenne la sua migliore prestazione a livello internazionale, spingendosi fino ai quarti di finale, dove fu battuta dalla Juventus poi vincitrice del trofeo.
Nel 1991 il nome del club cambiò in FC Haka. Vinse di nuovo il campionato nel 1995 dopo un lungo duello con il MyPa e grazie alle 21 reti realizzate da Valerij Popovič, capocannoniere del campionato. Nella stagione successiva a sorpresa arrivò la retrocessione in Ykkönen, ma anche questa volta l'Haka tornò subito in massima serie.
Un nuovo periodo di successi fu quello tra il 1998 e il 2000, quando la squadra conquistò tre campionati consecutivamente. Dal 1998 al 2007 l'Haka terminò il campionato sempre nelle prime quattro posizioni, vincendolo quattro volte, e di conseguenza partecipando alle competizioni UEFA per un decennio continuativamente. Alla terza partecipazione consecutiva alla UEFA Champions League nel 2001-2002, l'Haka superò il secondo turno preliminare grazie alla vittoria per 3-0 a tavolino contro gli israeliani del Maccabi Haifa, per poi affrontare il Liverpool nel terzo turno, subendo però una doppia sconfitta e venendo eliminato. Nel 2012 l'Haka concluse il campionato all'ultimo posto, retrocedendo in Ykkönen. Nonostante il secondo posto in Ykkönen l'anno seguente, l'Haka non è riuscito a risalire in Veikkausliiga.

## Colori sociali
- 1° divisa: maglia bianca, calzoncini neri, calzettoni bianchi.
- 2° divisa: maglia nera, calzoncini neri, calzettoni neri.

## Stadio
L'FC Haka gioca le partite casalinghe allo stadio Tehtaan kenttä, che ha una capacità di 3516 posti, tutti a sedere.

## Palmarès

### Competizioni nazionali
- Veikkausliiga: 9

1960, 1962, 1965, 1977, 1995, 1998, 1999, 2000, 2004
- Suomen Cup: 12

1955, 1959, 1960, 1963, 1969, 1977, 1982, 1985, 1988, 1997, 2002, 2005
- Liigacup: 1

1995
- Ykkönen: 1

1997, 2019

### Altri piazzamenti
- Campionato finlandese:

Secondo posto: 1955, 1957, 1963, 1976, 1980, 2003, 2007
Terzo posto: 1959, 1961, 1966, 1978, 1981, 1982, 1983, 1991, 2002, 2006
- Suomen Cup:

Finalista: 1980, 1983, 1989
Semifinalista: 2001, 2004, 2008, 2016, 2020, 2024
- Liigacup:

Semifinalista: 2022
- Ykkönen:

Secondo posto: 2013
Promozione: 1973

## Statistiche

### Partecipazione alle coppe europee
| Stagione | Competizione                  | Turno                   | Stato                          | Club               | Casa | Trasferta |
| -------- | ----------------------------- | ----------------------- | ------------------------------ | ------------------ | ---- | --------- |
| 1961-62  | Coppa dei Campioni            | ottavi di finale        | Belgio (bandiera)              | Standard Liegi     | 1-5  | 0-2       |
| 1963-64  | Coppa dei Campioni            | turno preliminare       | Lussemburgo (bandiera)         | Jeunesse d'Esch    | 4-1  | 0-4       |
| 1964-65  | Coppa delle Coppe             | 1º turno preliminare    | Norvegia (bandiera)            | Skeid Oslo         | 0-1  | 2-0       |
|          |                               | ottavi di finale        | Italia (bandiera)              | Torino             | 0-1  | 0-5       |
| 1966-67  | Coppa dei Campioni            | 1º turno preliminare    | Belgio (bandiera)              | Anderlecht         | 1-1  | 0-2       |
| 1970-71  | Coppa delle Coppe             | 1º turno preliminare    | Bulgaria (bandiera)            | CSKA Sofia         | 0-9  | 1-2       |
| 1977-78  | Coppa UEFA                    | 1º turno preliminare    | Polonia (bandiera)             | Górnik Zabrze      | 3-5  | 0-0       |
| 1978-79  | Coppa dei Campioni            | 1º turno preliminare    | Unione Sovietica (bandiera)    | Dinamo Kiev        | 0-1  | 1-3       |
| 1981-82  | Coppa UEFA                    | 1º turno preliminare    | Svezia (bandiera)              | IFK Göteborg       | 2-3  | 0-4       |
| 1983-84  | Coppa delle Coppe             | 1º turno preliminare    | Irlanda (bandiera)             | Sligo Rovers       | 1-0  | 3-0       |
|          |                               | ottavi di finale        | Svezia (bandiera)              | Hammarby           | 1-1  | 2-1       |
|          |                               | quarti di finale        | Italia (bandiera)              | Juventus           | 0-1  | 0-1       |
| 1986-87  | Coppa delle Coppe             | 1º turno preliminare    | Unione Sovietica (bandiera)    | Torpedo Mosca      | 2-2  | 1-3       |
| 1989-90  | Coppa delle Coppe             | 1º turno preliminare    | Ungheria (bandiera)            | Ferencváros        | 1-5  | 1-1       |
| 1996-97  | Coppa UEFA                    | 1º turno preliminare    | Estonia (bandiera)             | Flora Tallinn      | 2-2  | 1-0       |
|          |                               | 2º turno preliminare    | Polonia (bandiera)             | Legia Varsavia     | 0-3  | 1-1       |
| 1998-99  | Coppa delle Coppe             | turno di qualificazione | Galles (bandiera)              | Bangor City        | 2-0  | 1-0       |
|          |                               | 1º turno preliminare    | Grecia (bandiera)              | Panionios          | 0-2  | 1-3       |
| 1999-00  | UEFA Champions League         | 1º turno preliminare    | Fær Øer (bandiera)             | HB Tórshavn        | 1-1  | 6-0       |
|          |                               | 2º turno preliminare    | Scozia (bandiera)              | Rangers            | 1-4  | 0-3       |
| 2000-01  | UEFA Champions League         | 1º turno preliminare    | Irlanda del Nord (bandiera)    | Linfield           | 1-2  | 1-0       |
|          |                               | 2º turno preliminare    | Slovacchia (bandiera)          | Inter Bratislava   | 0-0  | 0-1       |
| 2001-02  | UEFA Champions League         | 1º turno preliminare    | Malta (bandiera)               | Valletta           | 0-0  | 5-0       |
|          |                               | 2º turno preliminare    | Israele (bandiera)             | Maccabi Haifa      | 0-1  | 3-0       |
|          |                               | 3º turno preliminare    | Inghilterra (bandiera)         | Liverpool          | 0-5  | 1-4       |
| 2001-02  | Coppa UEFA                    | 1º turno preliminare    | Germania (bandiera)            | Union Berlin       | 1-1  | 0-3       |
| 2002     | Coppa Intertoto               | 1º turno preliminare    | Serbia e Montenegro (bandiera) | Obilić Belgrado    | 2-1  | 1-1       |
|          |                               | 2º turno preliminare    | Inghilterra (bandiera)         | Fulham             | 0-0  | 1-1       |
| 2003-04  | Coppa UEFA                    | turno di qualificazione | Croazia (bandiera)             | Hajduk Spalato     | 2-1  | 0-1       |
| 2004-05  | Coppa UEFA                    | 1º turno preliminare    | Lussemburgo (bandiera)         | Etzella Ettelbruck | 2-1  | 3-1       |
|          |                               | 2º turno preliminare    | Norvegia (bandiera)            | Stabæk             | 1-3  | 1-3       |
| 2005-06  | UEFA Champions League         | 1º turno preliminare    | Armenia (bandiera)             | Pyunik Erevan      | 1-0  | 2-2       |
|          |                               | 2º turno preliminare    | Norvegia (bandiera)            | Vålerenga          | 0-1  | 1-4       |
| 2006-07  | Coppa UEFA                    | 1º turno preliminare    | Estonia (bandiera)             | Levadia Tallinn    | 0-2  | 1-0       |
| 2007-08  | Coppa UEFA                    | 1º turno preliminare    | Galles (bandiera)              | Rhyl               | 1-3  | 2-0       |
|          |                               | 2º turno preliminare    | Danimarca (bandiera)           | Midtjylland        | 1-2  | 2-5       |
| 2008-09  | Coppa UEFA                    | 1º turno preliminare    | Irlanda (bandiera)             | Cork City          | 2-2  | 4-0       |
|          |                               | 2º turno preliminare    | Danimarca (bandiera)           | Brøndby            | 0-4  | 0-2       |
| 2023-24  | UEFA Europa Conference League | 1º turno preliminare    | Irlanda del Nord (bandiera)    | Crusaders          | 2-2  | 0-1       |

### Record e curiosità
- Vittorie: 667
- Pareggi: 316
- Sconfitte: 444
- Reti segnate: 2507
- Maggior numero di reti segnate in una stagione: 78 (1960)
- Vittoria più larga in campionato: 9-1 contro Lahden Reipas, 1967
- Peggior sconfitta in campionato: 0-8 contro KTP, 1952
- Record di spettatori: 33217 contro Liverpool, Stadio olimpico di Helsinki, 2001

### Record personali
- Maggior numero di presenze in campionato: Olli Huttunen, 432
- Miglior marcatore in campionato: Valerij Popovič, 151
- Miglior marcatore in una stagione: Kimmo Tarkio (1991) e Valerij Popovič (1999), 23
- Maggior numero di presenze internazionali: Esko Ranta, 69

## Organico

### Rosa 2020
| N. |                         | Ruolo | Calciatore            |
| -- | ----------------------- | ----- | --------------------- |
| 1  | Stati Uniti (bandiera)  | P     | Michael Hartmann      |
| 2  | Finlandia (bandiera)    | D     | Jami Kyöstilä         |
| 3  | Finlandia (bandiera)    | D     | Niklas Friberg        |
| 4  | Finlandia (bandiera)    | D     | Ville-Valtteri Starck |
| 5  | Finlandia (bandiera)    | D     | Jonas Häkkinen        |
| 6  | Stati Uniti (bandiera)  | C     | Jacob Bushue          |
| 7  | Finlandia (bandiera)    | A     | Antto Hilska          |
| 8  | Sierra Leone (bandiera) | C     | Medo                  |
| 9  | Norvegia (bandiera)     | C     | Saibou Keita          |
| 10 | Nigeria (bandiera)      | A     | Samuel Chidi          |
| 11 | Finlandia (bandiera)    | A     | Eero Markkanen        |
| 14 | Finlandia (bandiera)    | C     | Anton Popovitch       |

| N. |                            | Ruolo | Calciatore        |
| -- | -------------------------- | ----- | ----------------- |
| 15 | Finlandia (bandiera)       | C     | Tino Purme        |
| 16 | Finlandia (bandiera)       | C     | Maximus Tainio    |
| 17 | Finlandia (bandiera)       | A     | Akseli Lehtojuuri |
| 18 | Finlandia (bandiera)       | D     | Seth Saarinen     |
| 19 | Finlandia (bandiera)       | A     | Jonni Thusberg    |
| 20 | Finlandia (bandiera)       | D     | Henri Malundama   |
| 21 | Finlandia (bandiera)       | D     | Topias Listo      |
| 22 | Finlandia (bandiera)       | P     | Kalle Kohonen     |
| 23 | Finlandia (bandiera)       | A     | Salomo Ojala      |
| 24 | Finlandia (bandiera)       | C     | Leevi Antinaho    |
| 30 | Finlandia (bandiera)       | P     | Joonas Immonen    |
|    | Rep. Dominicana (bandiera) | D     | Luiyi de Lucas    |

### Rosa 2019
| N. |                        | Ruolo | Calciatore                  |
| -- | ---------------------- | ----- | --------------------------- |
| 1  | Finlandia (bandiera)   | P     | Santeri Aaltonen            |
| 2  | Finlandia (bandiera)   | D     | Jami Kyöstilä               |
| 3  | Finlandia (bandiera)   | D     | Niklas Friberg              |
| 4  | Finlandia (bandiera)   | D     | Ville-Valtteri Starck       |
| 5  | Francia (bandiera)     | D     | Samuel Mansour              |
| 6  | Stati Uniti (bandiera) | C     | Jacob Bushue                |
| 7  | Finlandia (bandiera)   | A     | Antto Hilska                |
| 8  | Camerun (bandiera)     | A     | Jean Fridolin Nganbe Nganbe |
| 9  | Finlandia (bandiera)   | A     | Elias Ahde                  |
| 10 | Nigeria (bandiera)     | A     | Samuel Chidi                |
| 11 | Finlandia (bandiera)   | C     | Erkka Helminen              |
| 14 | Finlandia (bandiera)   | C     | Anton Popovitch             |

| N. |                        | Ruolo | Calciatore        |
| -- | ---------------------- | ----- | ----------------- |
| 15 | Finlandia (bandiera)   | C     | Tino Purme        |
| 16 | Finlandia (bandiera)   | C     | Joona Kari        |
| 17 | Finlandia (bandiera)   | A     | Akseli Lehtojuuri |
| 18 | Finlandia (bandiera)   | C     | Joona Tapani      |
| 19 | Finlandia (bandiera)   | A     | Jonni Thusberg    |
| 20 | Finlandia (bandiera)   | D     | Henri Malundama   |
| 21 | Finlandia (bandiera)   | C     | Severi Keskitalo  |
| 22 | Stati Uniti (bandiera) | D     | Noah Leong        |
| 23 | Finlandia (bandiera)   | A     | Salomo Ojala      |
| 24 | Finlandia (bandiera)   | C     | Leevi Antinaho    |
| 30 | Finlandia (bandiera)   | P     | Joonas Immonen    |
| 35 | Finlandia (bandiera)   | P     | Samu Lindgren     |